# London Critics Circle Film Award all'attore non protagonista dell'anno

Il London Critics Circle Film Award all'attore non protagonista dell'anno (London Film Critics' Circle Award for Supporting Actor of the Year) è un premio cinematografico assegnato dal 2011 nell'ambito dei London Critics Circle Film Awards.

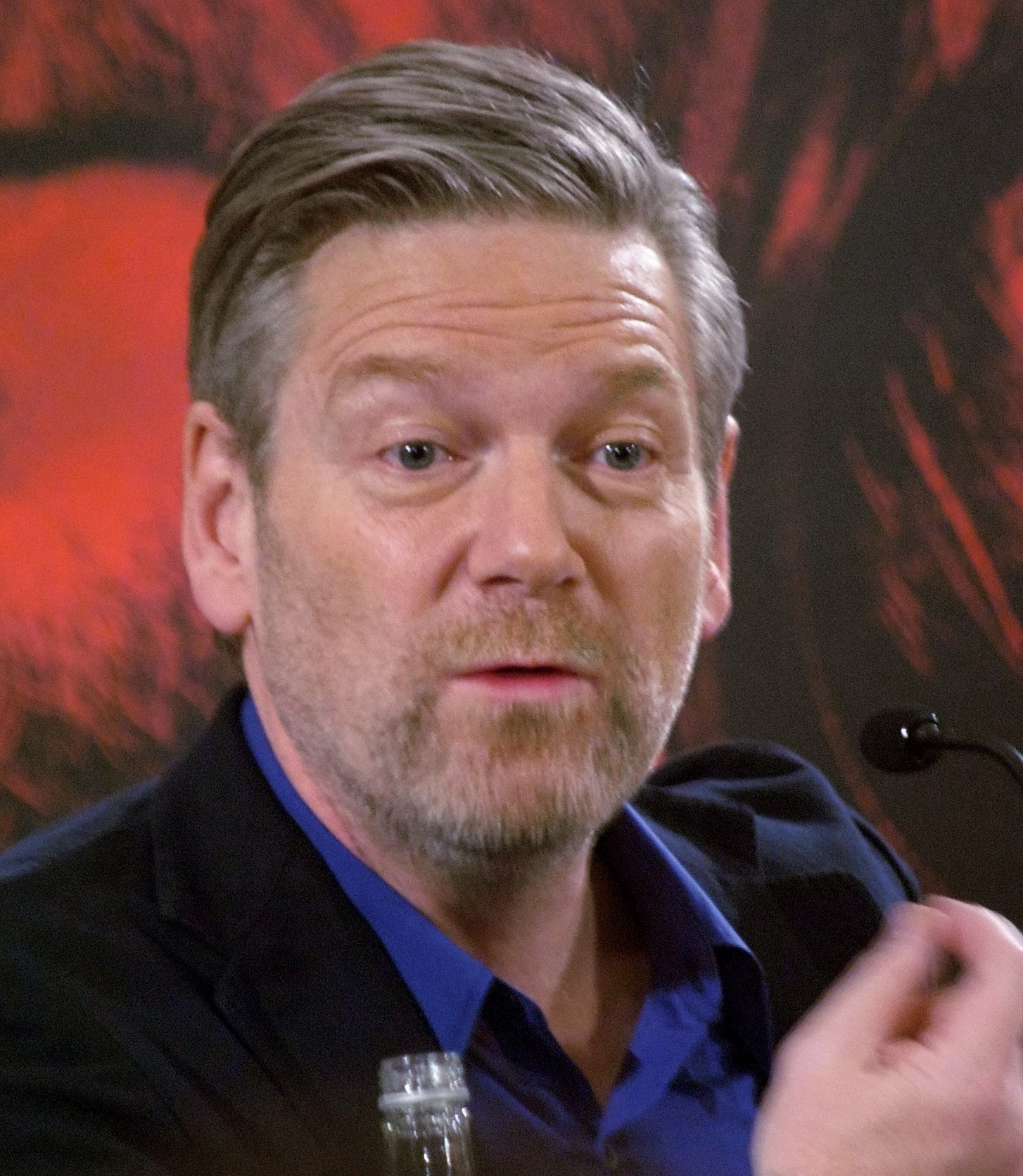
Kenneth Branagh è stato il primo vincitore del premio

## Albo d'oro

### Anni 2010
- 2011: Kenneth Branagh - Marilyn (My Week with Marilyn)
- 2012: Philip Seymour Hoffman - The Master
- 2013: Barkhad Abdi - Captain Phillips - Attacco in mare aperto (Captain Phillips)
- 2014: J. K. Simmons - Whiplash
- 2015: Mark Rylance - Il ponte delle spie (Bridge of Spies)
- 2016: Mahershala Ali - Moonlight (ex aequo) Tom Bennett - Amore e inganni (Love & Friendship)
- 2017: Hugh Grant - Paddington 2
- 2018: Richard E. Grant - Copia originale (Can You Ever Forgive Me?)
- 2019: Joe Pesci (The Irishman)

### Anni 2020
- 2020: Shaun Parkes - Small Axe per l'episodio Mangrove
- 2021: Kodi Smit-McPhee - Il potere del cane (The Power of the Dog)
- 2022: Barry Keoghan - Gli spiriti dell'isola (The Banshees of Inisherin)
- 2023: Charles Melton - May December